# Sedlec (Korozluky)
Sedlec (německy Sedlitz) je malá vesnice, která je součástí obce Korozluky v okrese Most v Ústeckém kraji. Nachází se v nadmořské výšce 214 metrů asi 5,5 km jihovýchodně od města Mostu. Ze severu je osada ohraničena říčkou Srpinou a železniční tratí a ze severovýchodu ji obepíná silnice I/15 z Loun do Mostu.

## Název
Název vesnice je odvozen jako zdrobnělina ze základu sedlo. V historických pramenech se jméno vsi objevuje ve tvarech: von Zedlicz (1405), Sedlicz (1654), Sedlicz (1787) a Sedlitz (1846).

## Historie
První písemná zmínka o Sedlci pochází z roku 1405. V roce 1787 vesnice patřila k církevnímu panství Chanov–Nemilkov a k těmto statkům náležela až do zrušení poddanství v roce 1848. Po roce 1850 se Sedlec stal osadou obce Vtelno. Na konci 19. století se osamostatnil a v té době zde byla zprovozněna železniční stanice na trati Obrnice–Postoloprty (zastávka Sedlec u Obrnic). V roce 1960 se Sedlec stal osadou obce Korozluky.

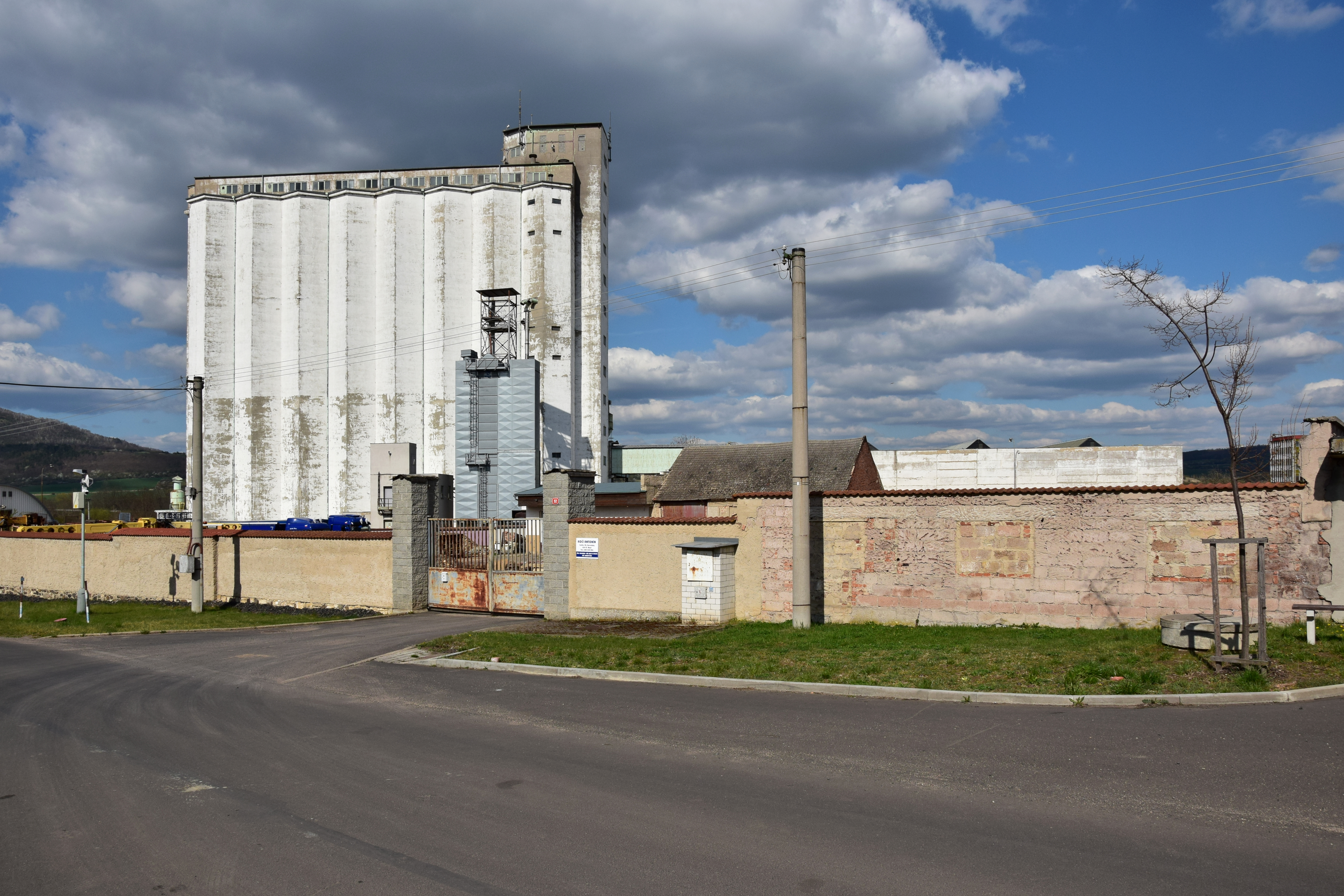
Dominantou vesnice je obilné silo

Díky nedaleké těžbě minerální vody Zaječická hořká (do Anglie byla vyvážená jako Sedlitz-Wasser), používané jako regulátor zažívání při léčbě chorob zažívacího ústrojí se obec dostala do názvu preparátu Sedlecký prášek (Seidlitz Powder), který se na konci 19. století rozšířil po Evropě jako projímadlo. Sedlitz powder, vyráběný na různých místech, ale neměl nic společného s odparky solí vody místních studní, pouze využíval osvědčené jméno.
Obyvatelstvo se tradičně živilo zemědělstvím, po válce se u obce těžil jíl. V roce 1968 zde vznikl velký sklad potravin a zeleniny. V roce 1971 se začal v Sedlci stavět nový pivovar jako náhrada za zbořený ve starém Mostě. V roce 1974 zahájila provoz stáčírna lahvového piva, celý provoz byl zahájen v roce 1976. V devadesátých letech 20. století se pivovar potýkal s ekonomickými problémy a dne 30. října 1998 zde byla ukončena výroba. Dnes je areál využíván jako sklady soukromých firem.

## Přírodní poměry
Jihozápadně od vesnice se nachází návrší Křemencový vrch (266 metrů), na kterém se těžil kvarcit. Pozůstatkem těžby je odkliz, v jehož severní stěně se pod kvartérními sedimenty nachází asi dva metry mocný čedičový příkrov se zřetelnou sloupcovitou odlučností. Pod ním se nachází tři metry mocná vrstva zelenavých tufitů a tufitických jílů. V západní stěně jsou patrné dvě tenké (maximálně dva centimetry) vrstvy uhelných sedimentů. V podloží stěny se nachází pozůstatek asi 1,5 metru mocné kvarcitové desky vzniklé tropickým zvětráváním během paleocénu a eocénu prokřemeněním křídových písčitojílových a slínovcových sedimentů. V kvarcitu jsou patrné otisky kořenů rostlin a v tufech nebo tufitech se nachází fosilie savců svrchního oligocénu.
Ve vesnici je několik zdrojů hořké vody stejného typu jako Zaječická hořká. Jedním z nich je studna u cesty poblíž bývalé školy, která podle rozboru z roku 1958 poskytovala vodu s celkovou mineralizací 9,16 g·l−1. Voda v ní obsahovala v jednom litru 1268 mg hořčíku, 391,2 mg vápníku, 290 mg sodíku a 235 mg draslíku.

## Obyvatelstvo
Při sčítání lidu v roce 1921 ve vsi žilo 203 obyvatel (z toho 97 mužů), z nichž bylo devět Čechoslováků, 193 Němců a jeden cizinec. Kromě jednoho evangelíka a jednoho člověka bez vyznání byli římskými katolíky. Podle sčítání lidu z roku 1930 měla vesnice 200 obyvatel: osmnáct Čechoslováků, 181 Němců a jednoho cizince. Až na čtyři evangelíky a pět lidí bez vyznání se hlásili k římskokatolické církvi.
|                                                                    | 1869 | 1880 | 1890 | 1900 | 1910 | 1921 | 1930 | 1950 | 1961 | 1970 | 1980 | 1991 | 2001 | 2011 |
| ------------------------------------------------------------------ | ---- | ---- | ---- | ---- | ---- | ---- | ---- | ---- | ---- | ---- | ---- | ---- | ---- | ---- |
| Obyvatelé                                                          | 117  | 170  | 139  | 183  | 217  | 203  | 200  | 225  | 241  | 171  | 100  | 19   | 22   | 37   |
| Domy                                                               | 22   | 26   | 30   | 32   | 29   | 32   | 36   | 36   | —    | 18   | 18   | 15   | 13   | 16   |
| Počet domů z roku 1961 je zahrnut v domech místní části Korozluky. |      |      |      |      |      |      |      |      |      |      |      |      |      |      |

## Pamětihodnosti
- Zbořená kaple svatého Antonína na návsi